# Little Missenden
Little Missenden é uma pequena cidade, ou povoado, no condado de Buckinghamshire, Sudeste da Inglaterra, e localiza-se 5 quilômetros ao sudeste de Great Missenden e a oeste de Amersham. 
O nome Missenden é de origem anglo-saxônica e significa Vale onde crescem plantas de pântano. Little Missenden é citada já no Domesday Book de 1806.
Little Missenden voi usada em vários filmes e Programa de TV, particularmente na famosa série de investigação Midsomer Murders. Apesar de ser uma pequena vila muito antiga atualmente ela tem sediado vários aclamados festivais de arte e comédia. As crianças da Little Missenden School performaram o premiado Celtic Requiem de John Tavener, em 1970.

## Habitantes ilustres
- Dr. Benjamin Bates - Médico de Francis Dashwood e membro do notável Hellfire Club.

- John Gardner Wilkinson - Famoso egiptólogo pioneiro do século XIX conhecido como "pai da egiptologia britânica".